# Everything over IP
Everything over IP (EoIP) est un terme informatique servant à désigner toutes les façons de communiquer et transporter les informations sur un réseau informatique.

## Exemples
- la Voix sur réseau IP.
- FCoE (Fibre Channel over Ethernet)
- le Post over IP concernant les services de nouvelles sur IP.
- les jeux vidéo multijoueurs sur réseau. Ex: Jeu de rôle en ligne massivement multijoueur.
- les opérateurs de marché sur IP.